# اورورا کورنو
اورورا کورنو (فرانسوی: Aurora Cornu‎؛ زادهٔ ۶ دسامبر ۱۹۳۱) کارگردان فیلم، مترجم و هنرپیشه اهل رومانی است.
از فیلم‌ها یا برنامه‌های تلویزیونی که وی در آنها نقش داشته‌است می‌توان به زانوی کلر، عشق در بعدازظهر (فیلم ۱۹۷۲) اشاره کرد.